# ショーン・アン
ショーン・アン（安 鈞璨、Shone Ann、アン・ジュンカン、1983年9月20日 - 2015年6月1日）は、台湾の俳優、歌手。可米小子（コミックボーイズ）の元メンバー。輔仁大学卒業。

## プロフィール
- 本名 - 黃益承（ホァン・イーチェン）
- 身長 - 182cm
- 体重 - 69kg
- 血液型 - O型
- 星座 - 乙女座
- 愛称 - Shone、安（アン）くん

## 出演作品

### ドラマ
- 流星花園II〜花より男子〜 （台湾オリジナル脚本） （2002年）-
- 麻辣高校生 （2002年）-
- 粉紅教父小甜甜 （2003年）-
- 愛在星光燦爛時〜Starry Night〜（2004年）-
- 戦神〜Mars〜（原作：惣領冬実『MARS』）（2004年）- 范桐島（桐島牧生） 役

### 映画
- 愛與勇気 （2004年）- 張杰 役